# Octavia (pédale d'effet)
Caractéristiques
Vidéo
L'Octavia est une pédale d'effets conçue pour Jimi Hendrix par son technicien du son, Roger Mayer, en 1967. Elle rajoute une octave supérieure au son original, ainsi que de la saturation (fuzz). Contrairement aux octavers qui produisent une octave nette et précise, l'octavia donne un son très distordu et perçant, souvent proche d'un ring modulator.

## Effet
L'Octavia est composé d'un circuit électronique analogique, qui comprend un doubleur de fréquence, un générateur d'enveloppe et un modulateur d'amplitude, ainsi qu'un circuit permettant de modeler les fréquences.
L'Octavia originale de Roger Mayer possède deux contrôles : drive (taux de saturation de la fuzz) et volume. Par la suite, certains modèles incluent un réglage de tonalité, et sur certaines pédales, on trouve un interrupteur (switch) pour enclencher ou désactiver l'octave.
Le premier modèle d'Octavia est alimenté par une pile 9V à l'intérieur du boîtier en métal.

## Utilisation
Afin d'entendre au maximum l'octave supérieure, il est recommandé d'utiliser une guitare de type stratocaster sur le micro manche, en jouant des notes simples dans les aigus. L'octavia est une octave monophonique, c'est-à-dire qu'elle n'est pas capable de transposer des accords. L'octavia peut être combinée avec d'autres pédales de gain (fuzz, distorsion...) et le résultat sonore sera différent selon qu'elle est jouée sur un ampli en son clair ou en son crunch. Par exemple, une son clair d'une guitare électrique produit un anneau modulé harmonique (ring modulator), comme entendu sur le solo de guitare dans "Who Knows" de Jimi Hendrix.

## Histoire

### Premiers modèles
L'Octavia a été conçue pour Jimi Hendrix par son technicien de son, Roger Mayer, au début de l'année 1967. L'effet a été utilisé par Jimi Hendrix, et peut être entendu dans les solos de guitare sur la chanson "Purple Haze". Après l'enregistrement de ce morceau, Roger Mayer rajoute un étage de gain dans la pédale, puis améliore régulièrement le circuit en passant par exemple à des transistors au silicium. Hendrix a préféré appeler l'appareil « Octavio », et la pédale est parfois désigné comme telle.
Roger Mayer ne décide de commercialiser la pédale que plusieurs années plus tard, alors que d'autres marques ont déjà copié la pédale. Ainsi, après la mort de Hendrix en 1970, l'une des Octavias d'origine est devenu la base de la "Octavia (TM)" redessiné, fabriqué par Tycobrahe à Hermosa Beach, en Californie, au milieu des années 1970. Un nombre limité de ces pédales ont été produites, et aujourd'hui une occasion en bon état se vend à plus de 1 000 $ sur eBay. Stevie Ray Vaughan en possédait neuf[réf. nécessaire].
En 1968, Univox sort la Superfuzz, une fuzz produisant une octave supérieur et inférieur. Il s'agit d'un circuit inventé par le japonais Fumio Mieda de Shin-ei (la Shin-ei Companion FY-2). « Lors de sa sortie en 1968, la Super Fuzz incarne l’aboutissement des années d’expérimentations qui virent la fuzz prendre de l’ampleur ».

### Effets similaires
Aujourd'hui, de nombreux clones d'octavia sont disponibles. L'octavia a inspiré un nouveau type d'effet à part entière, les octave fuzz, qui sont des fuzz produisant une octave plus haute (octave up) ou plus basse (octave down).
Fender a sortir le Fender Blender au début des années 1970, un effet basé sur l'octave fuzz.

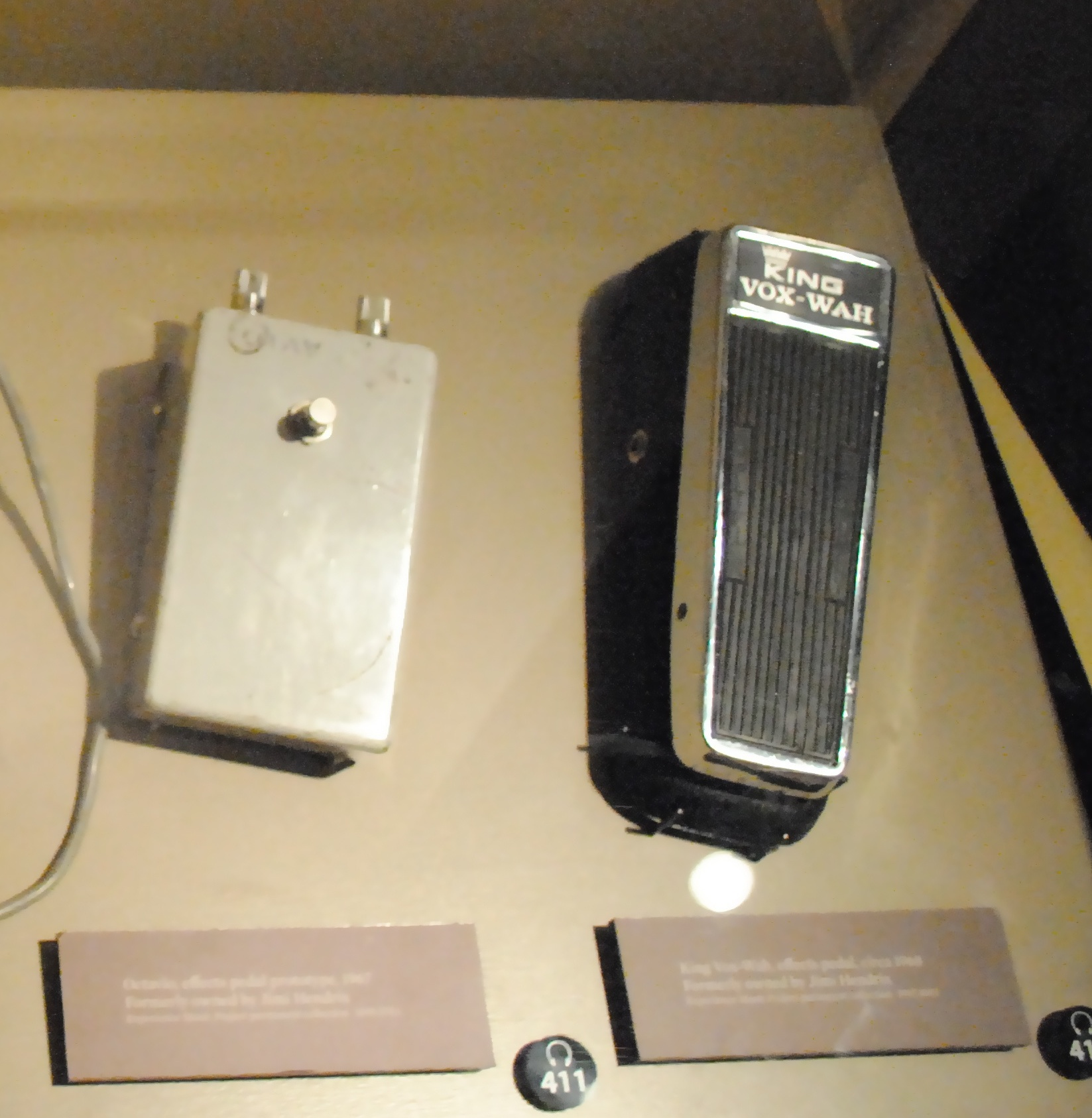
une octavia (1967) et une wah-wah (1968) de Jimi Hendrix.
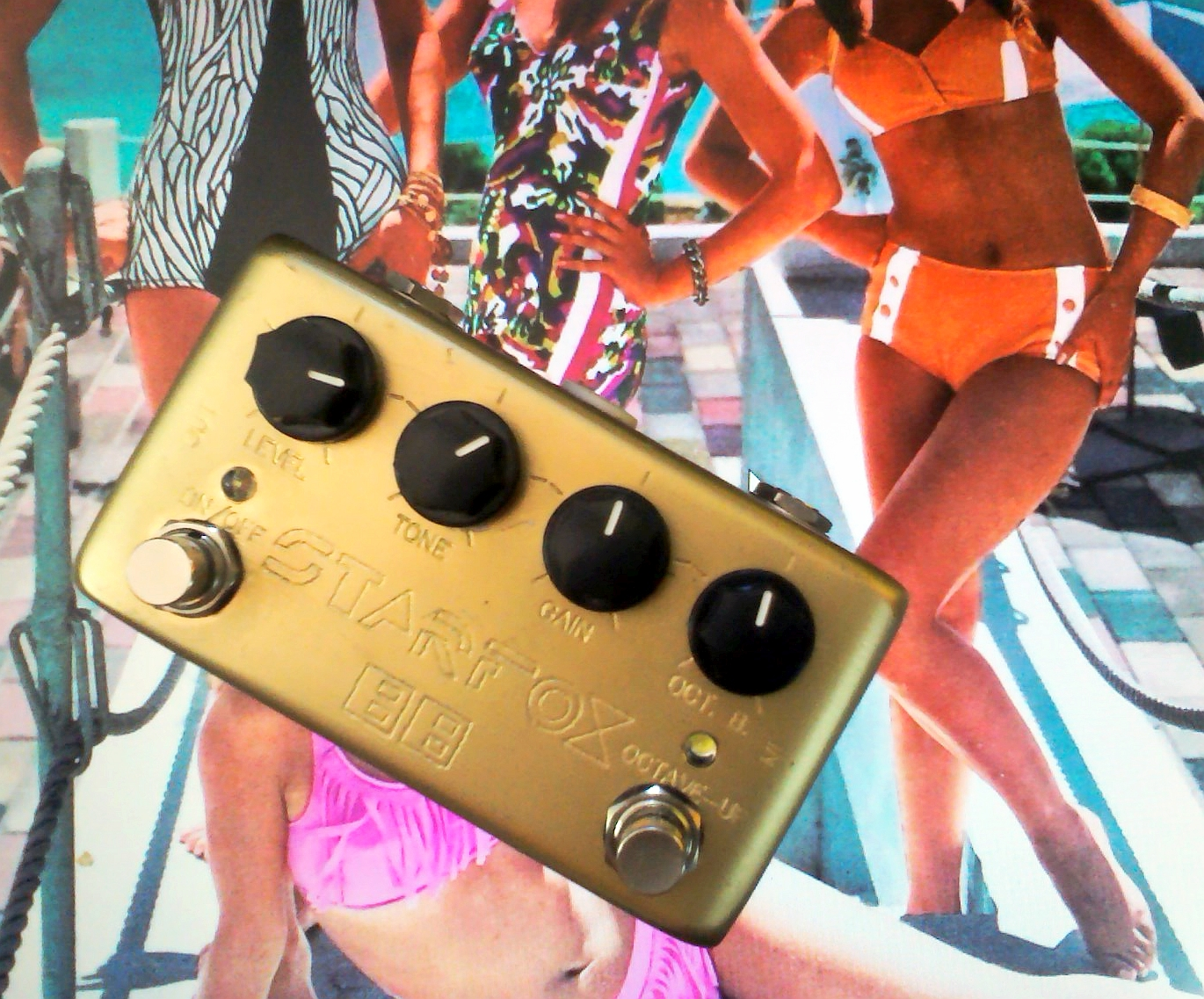
Un prototype de Fuzz octave, la Star Fox 88, avec contrôles de volume, tone, gain, volume de l'octave supérieure et switch pour activer ou désactiver l'octave.
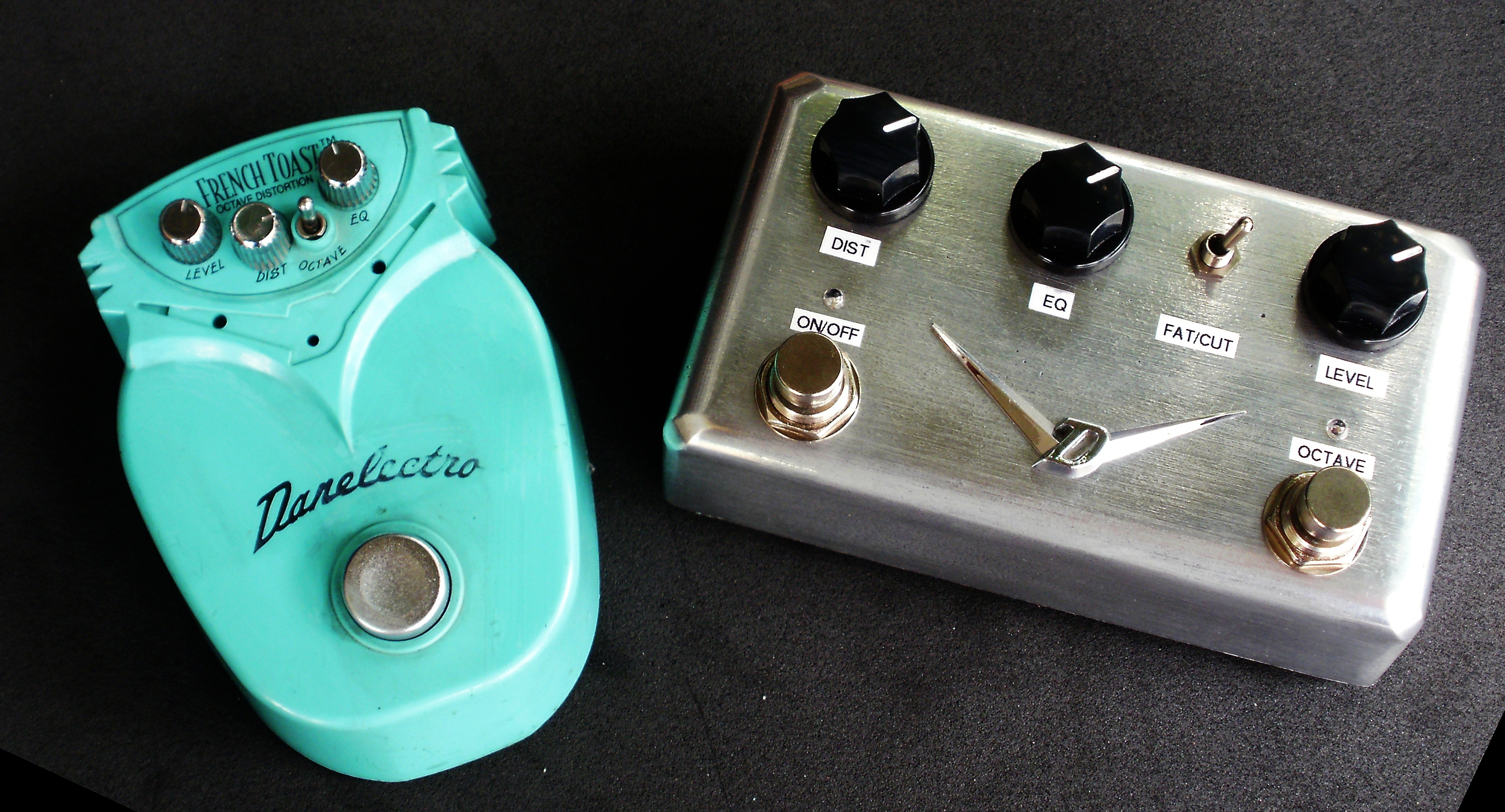
Danelectro French Toast, dans son boitier original (gauche) et dans un nouveau boitier (droite) avec un switch permettant d'activer au pied l'octave.
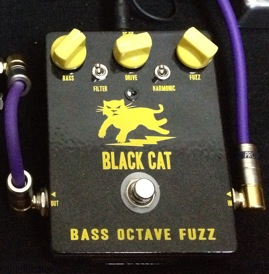
Blackcat Bass Octave Fuzz (pour basse)
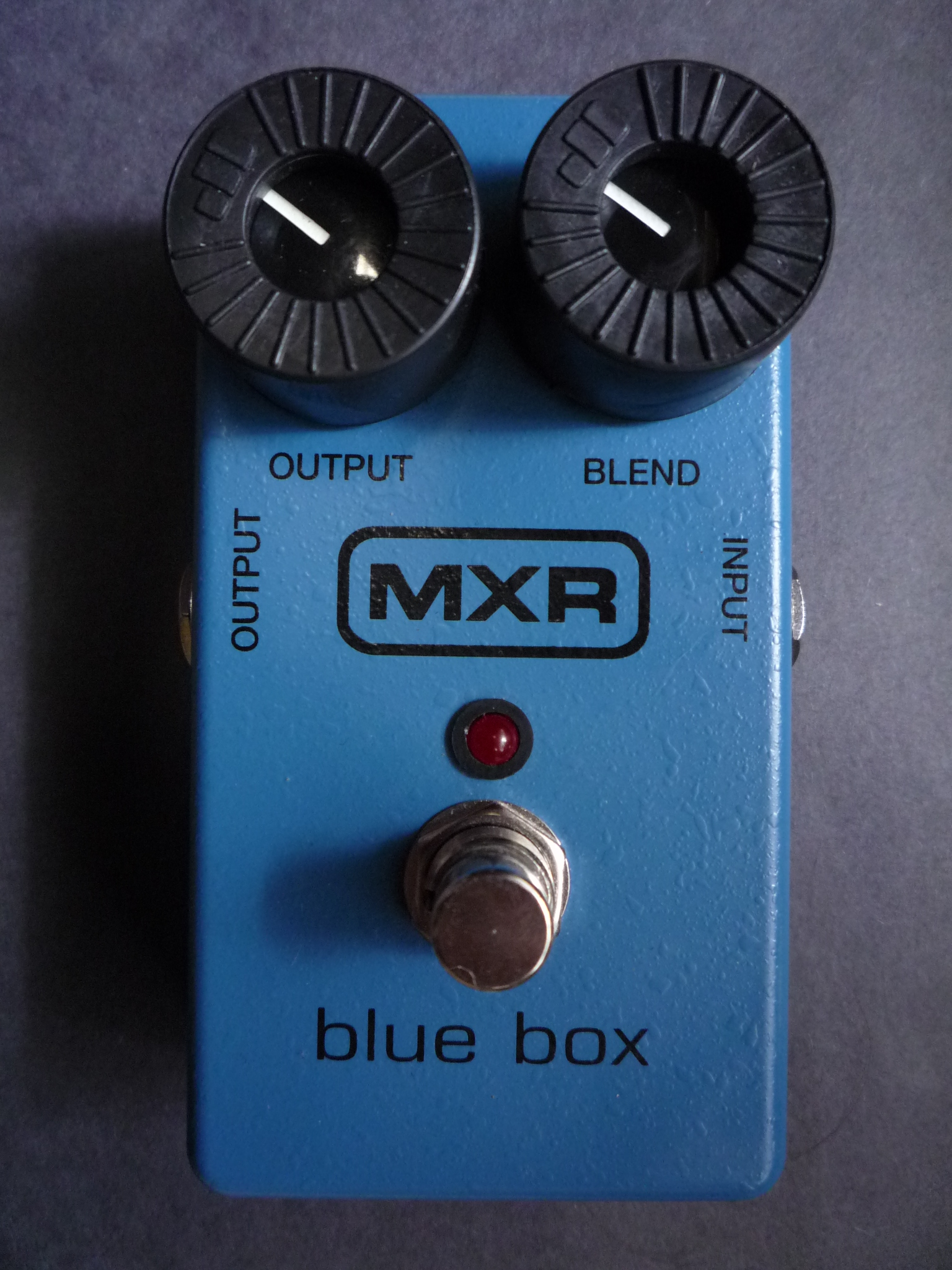
MXR Blue Box, une fuzz produisant une octave inférieure.